# USC Libraries Scripter Award

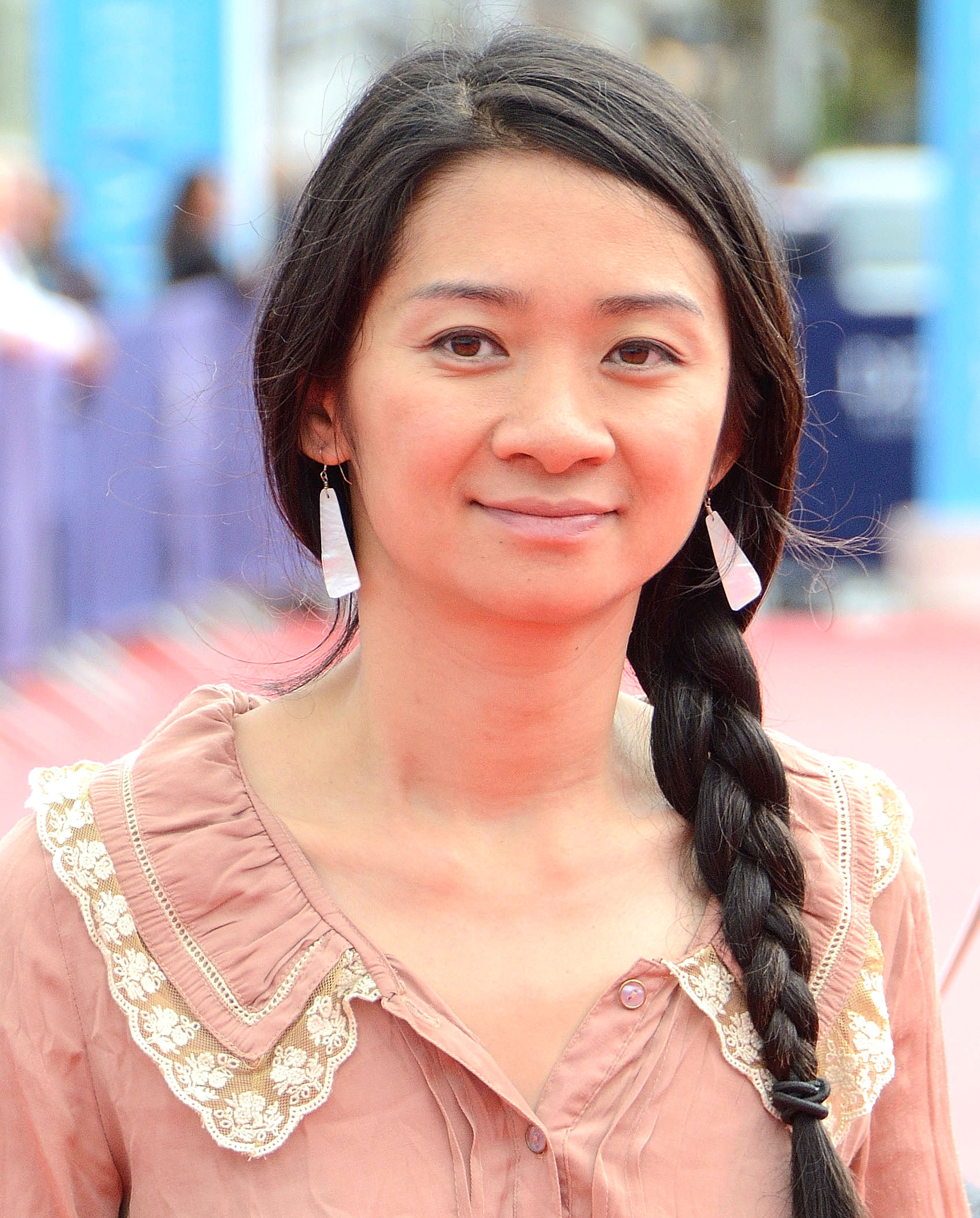
Co-Preisträgerin 2021: Chloé Zhao für Nomadland

Der USC Libraries Scripter Award, auch unter der Kurzform USC Scripter Award oder Scripter Award bekannt, ist ein seit dem Jahr 1988 verliehener US-amerikanischer Filmpreis. Die Auszeichnung wurde vom Libraries Board of Councilors der University of Southern California (USC) in Los Angeles gestiftet. Preisgekrönt wird alljährlich im Frühjahr die beste Adaption eines literarischen Werkes für das Kino, wobei der Preis zu gleichen Teilen dem Schöpfer des Originalwerks und dem Drehbuchautor zuerkannt wird. Seit 2016 existiert eine separate Auszeichnung für Fernsehserien. Daneben werden unregelmäßig zwei Spezialpreise (Literary Achievement Award und Ex Libris Award) verliehen. Der USC Libraries Scripter Award soll als Symbol für das Können von Bibliotheken stehen, gleichermaßen kreative und wissenschaftliche Leistung zu fördern.

## Geschichte und Preisvergabe
Der Preis wurde ursprünglich von der Schauspielerin Marjorie Volk, dem Anwalt und Grundstücksmagaten Glenn Sonnenberg sowie Charles Ritcheson, früherer Dekan des USC-Bibliothekssystems, ins Leben gerufen.
Für die Auswahl der Nominierten und Ermittlung der Gewinner zeichnet ein über 50 Personen zählendes Auswahlkomitee verantwortlich. Ihm gehören Autoren, Mitglieder der Writers Guild of America (WGA) und der Filmindustrie, Oscar-prämierte und -nominierte Drehbuchautoren, Fakultätsangehörige sowie ausgewählte Mitglieder des Fördervereins Friends of the USC Libraries an. Bei der 33. Verleihung im Jahr 2021 waren im Preiskomitee Michael Chabon, Greta Gerwig, Christopher Hampton, David Hare, Leonard Maltin, Michael Ondaatje, Eric Roth und Kenneth Turan vertreten.
Die Preisverleihung findet in der Regel im Los Angeles Times Reference Room der auf dem Universitätscampus beheimateten Edward L. Doheny Memorial Library statt.

## Preisträger

### Beste Filmadaption
Qualifizieren für den Preis können sich englischsprachige Spielfilme (inkl. Animationsfilme), die auf einem Buch oder einer Buchreihe, Novelle, Kurzgeschichte, Graphic Novel, einem Theaterstück, Zeitschriftenartikel, Spiel oder auf Figuren aus den genannten literarischen Werken basieren. Die Filme müssen im zurückliegenden Kalenderjahr im Kino, im Fernsehen oder über kommerziell betriebene Streamingplattformen veröffentlicht worden sein. Unter fünf nominierten Werken wird alljährlich der Preis vergeben.
Am erfolgreichsten in dieser Kategorie war der Drehbuchautor Steven Zaillian mit drei gewonnenen Auszeichnungen.
| Jahr | Autor/-in                                | Drehbuchautor/-in * = Oscar-Preisträger/-in                | Film                     | Deutscher Titel                                      |
| ---- | ---------------------------------------- | ---------------------------------------------------------- | ------------------------ | ---------------------------------------------------- |
| 1988 | Helen Hanff                              | Hugh Whitemore                                             | 84 Charing Cross Road    | Zwischen den Zeilen                                  |
| 1989 | Preis nicht vergeben                     | Preis nicht vergeben                                       | Preis nicht vergeben     | Preis nicht vergeben                                 |
| 1990 | Anne Tyler                               | Frank Galati, Lawrence Kasdan                              | The Accidental Tourist   | Die Reisen des Mr. Leary                             |
| 1991 | Oliver Sacks                             | Steven Zaillian                                            | Awakenings               | Zeit des Erwachens                                   |
| 1992 | Fannie Flagg                             | Fannie Flagg, Carol Sobieski                               | Fried Green Tomatoes     | Grüne Tomaten                                        |
| 1993 | Norman Maclean                           | Richard Friedenberg                                        | A River Runs Through It  | Aus der Mitte entspringt ein Fluß                    |
| 1994 | Thomas Keneally                          | Steven Zaillian*                                           | Schindler’s List         | Schindlers Liste                                     |
| 1995 | Stephen King                             | Frank Darabont                                             | The Shawshank Redemption | Die Verurteilten                                     |
| 1996 | Jane Austen                              | Emma Thompson*                                             | Sense and Sensibility    | Sinn und Sinnlichkeit                                |
| 1997 | Michael Ondaatje                         | Anthony Minghella                                          | The English Patient      | Der englische Patient                                |
| 1998 | James Ellroy                             | Brian Helgeland*, Curtis Hanson*                           | L.A. Confidential        | L.A. Confidential                                    |
| 1999 | Jonathan Harr                            | Steven Zaillian                                            | A Civil Action           | Zivilprozess                                         |
| 2000 | Rubin Carter, Sam Chaiton, Terry Swinton | Armyan Bernstein, Dan Gordon                               | The Hurricane            | Hurricane                                            |
| 2001 | Michael Chabon                           | Steve Kloves                                               | Wonder Boys              | Die WonderBoys                                       |
| 2002 | Sylvia Nasar                             | Akiva Goldsman*                                            | A Beautiful Mind         | A Beautiful Mind – Genie und Wahnsinn                |
| 2003 | Michael Cunningham                       | David Hare                                                 | The Hours                | The Hours – Von Ewigkeit zu Ewigkeit                 |
| 2004 | Dennis Lehane                            | Brian Helgeland                                            | Mystic River             | Mystic River                                         |
| 2004 | Lauren Hillenbrand                       | Gary Ross                                                  | Seabiscuit               | Seabiscuit – Mit dem Willen zum Erfolg               |
| 2005 | F. X. Toole                              | Paul Haggis                                                | Million Dollar Baby      | Million Dollar Baby                                  |
| 2006 | Gerald Clarke                            | Dan Futterman                                              | Capote                   | Capote                                               |
| 2007 | P. D. James                              | Alfonso Cuarón, Timothy J. Sexton, David Arata, Hawk Ostby | Children of Men          | Children of Men                                      |
| 2008 | Cormac McCarthy                          | Joel und Ethan Coen*                                       | No Country for Old Men   | No Country for Old Men                               |
| 2009 | Vikas Swarup                             | Simon Beaufoy*                                             | Slumdog Millionaire      | Slumdog Millionär                                    |
| 2010 | Walter Kirn                              | Jason Reitman, Sheldon Turner                              | Up in the Air            | Up in the Air                                        |
| 2011 | Ben Mezrich                              | Aaron Sorkin*                                              | The Social Network       | The Social Network                                   |
| 2012 | Kaui Hart Hemmings                       | Alexander Payne*, Jim Rash*, Nat Faxon*                    | The Descendants          | The Descendants – Familie und andere Angelegenheiten |
| 2013 | Joshuah Bearman, Antonio J. Mendez       | Chris Terrio*                                              | Argo                     | Argo                                                 |
| 2014 | Solomon Northup                          | John Ridley*                                               | 12 Years a Slave         | 12 Years a Slave                                     |
| 2015 | Andrew Hodges                            | Graham Moore*                                              | The Imitation Game       | The Imitation Game – Ein streng geheimes Leben       |
| 2016 | Michael Lewis                            | Adam McKay*, Charles Randolph*                             | The Big Short            | The Big Short                                        |
| 2017 | Tarell Alvin McCraney                    | Barry Jenkins*                                             | Moonlight                | Moonlight                                            |
| 2018 | André Aciman                             | James Ivory*                                               | Call Me by Your Name     | Call Me by Your Name                                 |
| 2019 | Peter Rock                               | Debra Granik, Anne Rosellini                               | Leave No Trace           | Leave No Trace                                       |
| 2020 | Louisa May Alcott                        | Greta Gerwig                                               | Little Women             | Little Women                                         |
| 2021 | Jessica Bruder                           | Chloé Zhao                                                 | Nomadland                | Nomadland                                            |

### Beste Fernsehadaption
Qualifizieren für den Preis können sich englischsprachige Serien (inkl. Animationsserien), die auf einem Buch oder einer Buchreihe, Novelle, Kurzgeschichte, Graphic Novel, einem Theaterstück, Zeitschriftenartikel, Spiel oder auf Figuren aus den genannten literarischen Werken basieren. Die Serienfolgen müssen im zurückliegenden Kalenderjahr im Fernsehen oder über kommerziell betriebene Streamingplattformen veröffentlicht worden sein. Unter fünf nominierten Werken wird alljährlich der Preis vergeben.
| Jahr | Autor/-in            | Drehbuchautor/-in                  | Fernsehserie               | Deutscher Titel                           |
| ---- | -------------------- | ---------------------------------- | -------------------------- | ----------------------------------------- |
| 2016 | Lisa Belkin          | William F. Zorzi, David Simon      | Show Me a Hero             | Show Me a Hero                            |
| 2017 | John Le Carré        | David Farr                         | The Night Manager          | The Night Manager                         |
| 2017 | Jeffrey Toobin       | Scott Alexander, Larry Karaszewski | The People v. O.J. Simpson | The People v. O.J. Simpson                |
| 2018 | Margaret Atwood      | Bruce Miller                       | The Handmaid’s Tale        | The Handmaid’s Tale – Der Report der Magd |
| 2019 | John Preston         | Russell T Davies                   | A Very English Scandal     | A Very English Scandal                    |
| 2020 | Phoebe Waller-Bridge | Phoebe Waller-Bridge               | Fleabag                    | Fleabag                                   |
| 2021 | Walter Tevis         | Scott Frank                        | The Queen’s Gambit         | Das Damengambit                           |

### Literary Achievement Award
- 2008: Steven Zaillian
- 2009: Michael Chabon
- 2010: Eric Roth
- 2011: Dennis Lehane
- 2012: Paul Haggis
- 2013: Diana Ossana und Larry McMurtry
- 2014: Robert Towne
- 2015: Walter Mosley
- 2016–2017: Preis nicht vergeben
- 2018: Francis Ford Coppola
- 2019: Preis nicht vergeben
- 2020: Susan Orlean
- 2021: Preis nicht vergeben

### Ex Libris Award
- 2015: Dr. Elaine Leventhal
- 2016: Preis nicht vergeben
- 2017: Kathleen McCarthy Kostlan
- 2018: Valerie und Ronald Sugar
- 2019: George E. Isaacs
- 2020: Glenn Sonnenberg
- 2021: Preis nicht vergeben